# Oxytropis sitaipaiensis
Oxytropis sitaipaiensis är en ärtväxtart som beskrevs av C.W.Chang. Oxytropis sitaipaiensis ingår i släktet klovedlar, och familjen ärtväxter. Inga underarter finns listade i Catalogue of Life.